# Нунчаки

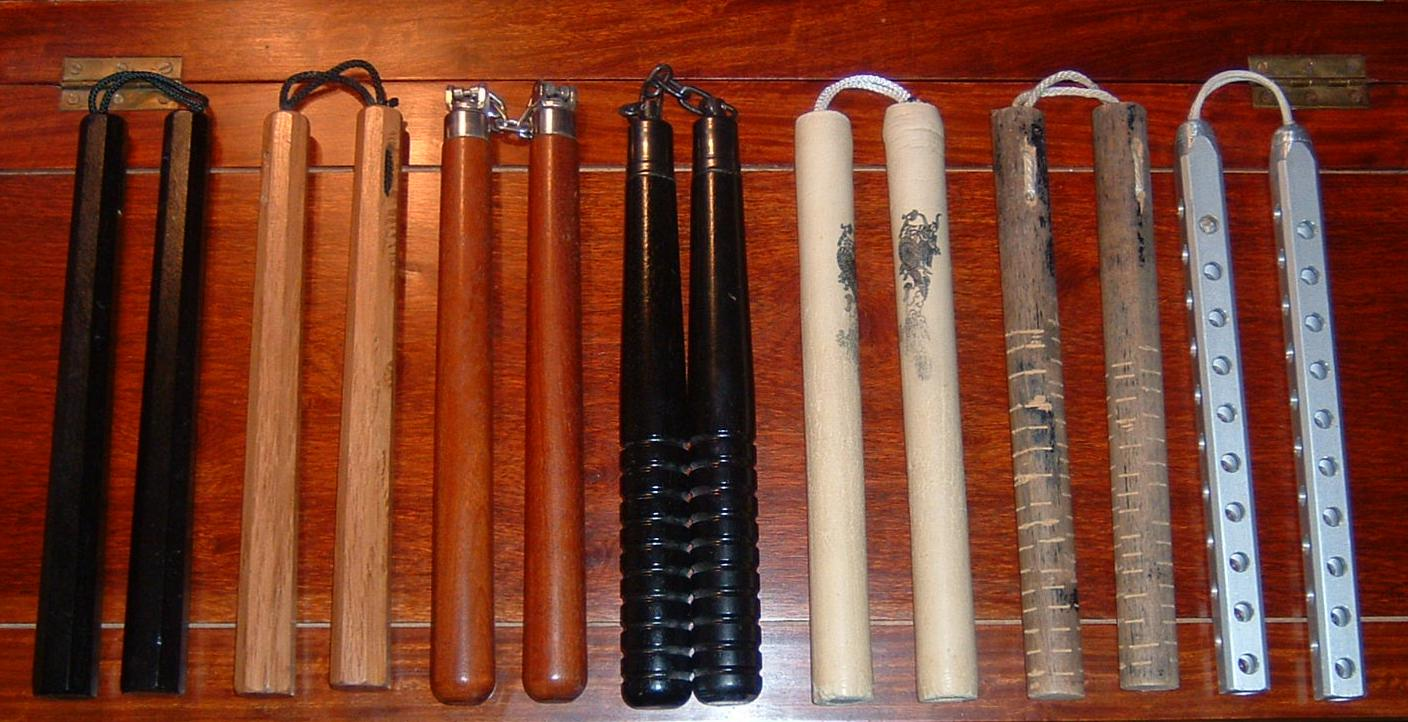
Разновидность японских нунчаку с двумя палками.

Нунча́ки (яп. ヌンチャク, 双節棍 «нунтяку»; кит. трад. 雙節棍, пиньинь shuāng jié gùn, палл. шуанцзегунь, кит. трад. 兩節棍, пиньинь liǎng jié gùn, палл. лянцзегунь, кит. трад. 二节棍, пиньинь èr jié gùn, палл. эрцзегунь; официальное стандартизированное название в России — нунчаку) — восточное инерционное холодное оружие ударного, ударно-раздробляющего и удушающего действия, представляющее собой два одинаковых стержня длиной, как правило, 25—35 см, из твердого материала, соединённых гибким сочленением (шнуром или цепью). Стержни традиционно изготавливаются из дерева. Современные нунчаки также могут быть изготовлены из металла, пластика или стеклопластика. Оба стержня в равной степени могут выполнять функции рукояти или боевой части. Шнур соединяется со стержнями (палками) путём продевания его через взаимно перпендикулярные каналы в торцах стержней (палок), а цепь — с использованием металлических крепёжных деталей. Большей популярностью пользуются нунчаки, соединённые шнуром, так как некоторые цепи не имеют сварного соединения и их крепления при экстремальных нагрузках рвутся.
Нунчаки наиболее широко используется в боевых искусствах, таких как окинавские кобудо и каратэ, и используется в качестве учебного оружия, так как оно позволяет развивать более быстрые движения рук и улучшает осанку. В некоторых странах владение этим оружием является незаконным, за исключением использования в профессиональных школах боевых искусств.
В России в соответствии с ГОСТ Р 51215-98 к нунчаку относятся два вида трёхсекционных цепов, у которых стержни изготавливаются как одинаковыми, так и различными по длине (один длинный стержень, два коротких).

## История оружия
Наиболее популярная версия появления нунчак гласит, что прототипом оружия был цеп для обмолотки риса. Существуют версии, что оно появилось в Китае или в странах Восточной Азии. Различия относятся в основном к длине соединительного звена (у китайских — 20—30 см, у окинавских — ширина ступни или более распространённый стандарт — ширина ладони владельца). Причинами такой перемены функции были, во-первых, законодательный запрет на ношение какого-либо оружия крестьянам, во-вторых, нунчаки при ударе любой силы не давали отдачи в держащую их руку, что намного удобнее обычной палки. При этом, в отличие от палки, отдача (отскок одной из рукоятей) может произойти в лицо, корпус или любую другую часть тела, зачастую неожиданно, для относительно неподготовленного бойца.
Наконец, ещё одна версия — от авторитетных мастеров Мияги и Икэда, гласит, что оружие, послужившее прототипом нунчак, привезли на Окинаву китайские японцы. Считается, что это наиболее правдоподобная версия, поскольку подобные виды оружия были известны намного раньше в Китае.
В наше время нунчаки (табак-тойок) популяризировали актёр и мастер боевых искусств Брюс Ли и его ученик по боевым искусствам (и преподававший ему филиппинские боевые искусства) Дэн Иносанто, который представил это оружие актёру. Ещё одна популярная ассоциация в наше время — персонаж Микеланджело из Черепашек-ниндзя.
Учитывая статус холодного оружия в СССР, долгое время нунчаки изготавливались исключительно будоками самостоятельно и для себя, при этом вопрос о законности этого действия у самих изготовителей вообще не возникал из-за фактического запрета восточных единоборств как таковых. Это само собой не позволяло развиться производству и импорту нунчаку, ведь намного проще было найти пару табуретных ножек примерно одинакового веса и сделать их самому. Поэтому, к тому моменту, как за этим перестали следить и на рынок стали попадать серийные образцы оружия, любителями боевых искусств уже был накоплен большой опыт по их самостоятельному изготовлению и образцы, находящиеся в продаже, закономерно и поныне пользуются мизерным спросом. Исключение составляют только «безопасные» нунчаки, рукояти которых изготовлены из мягкого материала, что позволяет свести травматизм почти что к нулю, поскольку изготовить такие в домашних условиях значительно сложнее (в первую очередь из-за материалов), чем обычные.

## Конструкция

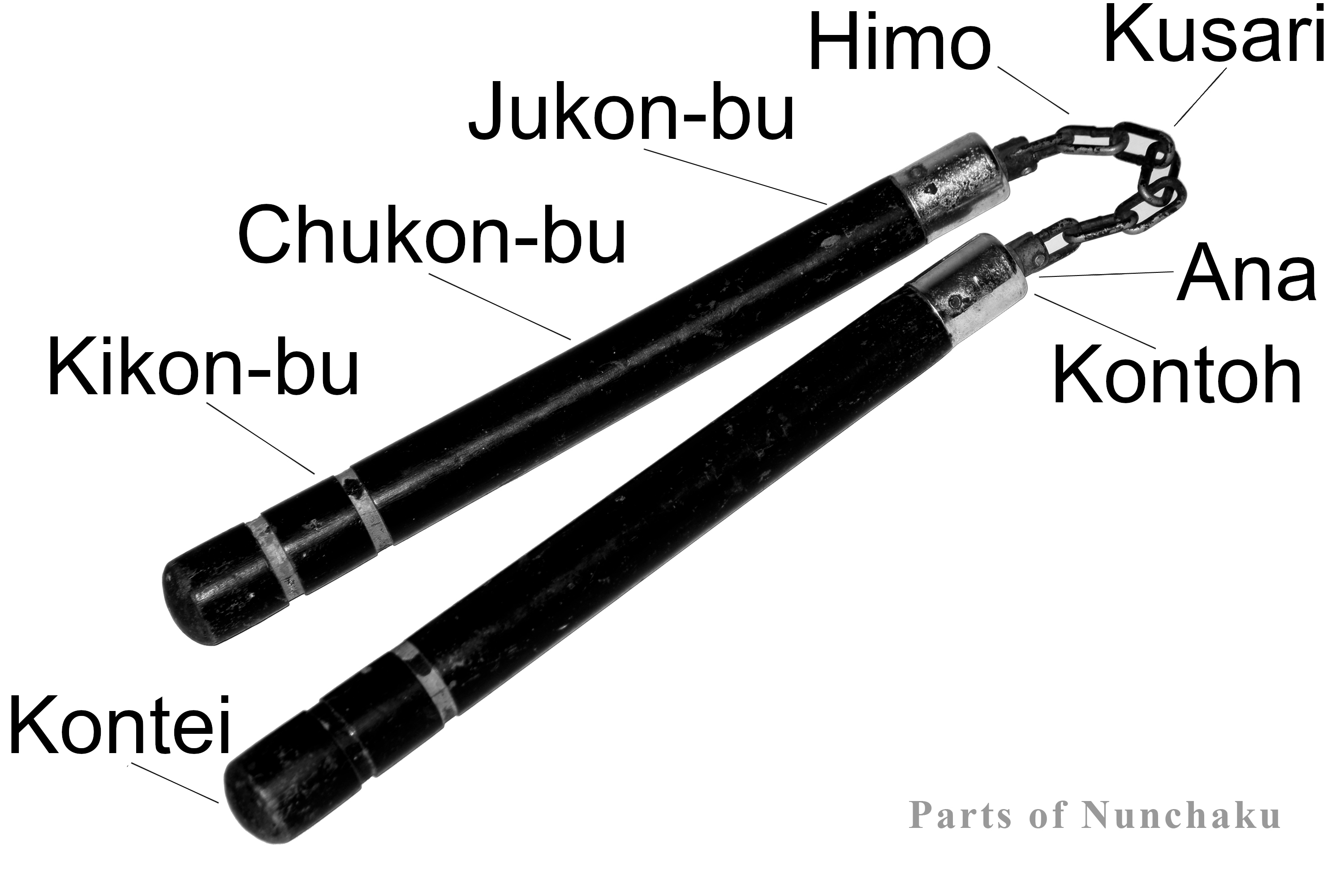
Составные части нунчаков

Традиционные нунчаки состоят из следующих частей:
- Ана — отверстие на конто каждой ручки для прохода химо (только нунчаки, которые соединены химо, имеют ану).
- Химо — веревка, которая соединяет две ручки.
- Кусари — цепь, соединяющая две ручки.
- Конто — верхний край ручки.
- Дзюкон-бу — верхняя часть ручки.
- Тюкон-бу — центральная часть ручки.
- Кикон-бу — нижняя часть ручки.
- Контей — нижний край ручки[7].

## Техника

Пример вращения нунчаков

Техника ведения боя нунчаками носит название нунтяку-дзюцу, она изобилует перехватами, что обусловлено несколькими фактами:
- при непрерывных перехватах оружие отобрать практически невозможно;
- из-за перехватов очень часто меняется угол движения, что при вращательном движении нунчаку многократно увеличивает силу удара.

Наиболее эффективно применение «встречных» ударов (максимально быстрая контратака на атакующую конечность противника). Техника боя предусматривает различные приемы обезоруживания человека с мечом, ножом, палкой, трубой, копьем, пистолетом и т. д. Также в технике нунчаку изобилуют различные зажимы, удушения, удержания, бросковая техника и т. п.
Практика нунтяку в качестве отдельного боевого искусства носит название нунтяку-до, где как и в любом будо особое внимание уделяется медитативным техникам и внутренней работе.
В боевых искусствах используется в основном в окинавском кобудо (откуда было заимствовано современными каратэками в Японии, а благодаря популярности фильмов с Брюсом Ли — современными занимающимися ушу в Китае) как предмет развития мышц предплечья и запястья, координации движения и как оружие. Нунчаки используются как в процессе обособленной работы с предметами, так и в ката (кит. таолу).
Нунтяку-ката — выполнение в строгой последовательности определенной серии приемов с нунтяку, сложность и скорость выполнения которых служат основанием для получения той или иной оценки. По нунтяку-ката проводятся соревнования, где оценивается техника, скорость и стиль.
Нунтяку-фристайл — выполнение произвольного набора приемов и упражнений с нунтяку, иногда с элементами акробатики, жонглирования и с использованием парных нунтяку. Соревнования по нунтяку-фристайл похожи на соревнования по художественной гимнастике. Оцениваются стиль, техника и оригинальность.
Все спортивные бои ведутся мягкими нунтяку и в защитных шлемах. В ходе боя нужно набрать 6 очков. Очки даются за удар, которому предшествовали перехваты нунтяку из руки в руку или блокирование атаки противника.
На соревнованиях используют официально утверждённые нунтяку, а в ростовой категории до 155 см используются «юниорские» нунтяку длиной 25 см.

## Правовой аспект

### В России
Практически все нунчаки на территории РФ классифицируются как холодное оружие ударно-раздробляющего действия. На территории РФ запрещено незаконно сбывать и изготавливать холодное оружие:
- Статья 222 УК РФ п.4. «Незаконный сбыт гражданского огнестрельного гладкоствольного длинноствольного оружия, огнестрельного оружия ограниченного поражения, газового оружия, холодного оружия, в том числе метательного оружия…»[8].
- Статья 223 УК РФ п.4. «Незаконные изготовление, переделка или ремонт огнестрельного оружия ограниченного поражения либо незаконное изготовление газового оружия, холодного оружия, метательного оружия, а равно незаконные изготовление, переделка или снаряжение патронов к огнестрельному оружию ограниченного поражения либо газовому оружию»[9].

### На Украине
- Статья 263 УК Украины. Незаконное обращение с оружием, боевыми припасами или взрывчатыми веществами[10].

## Название на русском языке
Согласно системе Поливанова, оружие должно было бы называться по-русски «нунтяку», однако в современном русском языке устоялся вариант «нунчаки». В частности, такое написание зафиксировано в нормативном орфографическом словаре Б. З. Букчиной (6-е издание).

## Оружие в популярной культуре
Нунчаки стали неотъемлемым символом почти всех фильмов, в которых задействованы восточные единоборства.
- Брюс Ли сражается при помощи нунчак со своими врагами почти во всех своих фильмах: «Кулак ярости», «Игра смерти», «Возвращение дракона», «Путь дракона и «Выход дракона».
- Один из героев комиксов «Черепашки-ниндзя» Микеланджело использует в бою парные нунчаки.
- В фильме «Тридцать шесть ступеней Шаолиня» главный герой Лю Юйдэ, постигая искусство кунг-фу в монастыре Шаолинь, в процессе тренировки в лесу случайно изобретает нунчаки, сломав бамбуковый ствол топором.